# Kanton Fouesnant
Fouesnant is een kanton van het Franse departement Finistère. Het kanton maakt deel uit van het arrondissement Quimper.
Bij de herindeling van de kantons door het decreet van 13 februari 2014, met uitwerking op 22 maart 2015, werd enkel de gemeente Ergué-Gabéric, afkomstig van het kanton Quimper-2, aan het kanton toegevoegd.

## Gemeenten
Het kanton Fouesnant omvat de volgende gemeenten:
- Bénodet
- Clohars-Fouesnant
- Ergué-Gabéric
- La Forêt-Fouesnant
- Fouesnant (hoofdplaats)
- Gouesnach
- Pleuven
- Saint-Évarzec